# Regió Litoral (Camerun)
Regió Litoral  és una de les deu regions de la República de Camerun. La seva capital és la ciutat de Douala.

## Departaments
Aquesta regió posseeix una subdivisió interna composta pels següents departaments:
- Moungo
- Nkam
- Sanaga-Maritime
- Wouri

## Territori i població
La regió Litoral té una superfície de 20.239 km². Dins de la mateixa resideix una població composta per 2.192.267 persones (xifres del cens de l'any 2005). La densitat poblacional dins d'aquesta província és de 108,32 habitants per km².